# Jiří Urban
Jiří Urban (6. července 1959 Praha) je český heavy-metalový kytarista, zakládající a nejdéle hrající člen skupiny Arakain. V roce 1999 zorganizoval autorský projekt se svým kolegou z Arakainu Zdeňkem Kubem s názvem Project KAIN. Jeho synem je Jiří Urban ml. (1981), zakladatel kapely Dymytry. Další děti: syn Štěpán (1984) a dcera Adéla (2016).